# La isla (Aldous Huxley)
La isla (en el original en inglés: Island) es la última novela de Aldous Huxley, publicada por primera vez en 1962. Es la historia de Will Farnaby, un periodista con aires de poeta que visita una isla llamada Pala. La isla es el contrapunto de la novela Un mundo feliz de 1932.

## Contenido
La isla explora muchos de los temas e ideas que interesaban a Huxley tras la Segunda Guerra Mundial y que fueron tema de muchos de sus libros de ensayos, entre ellos la Nueva visita a un mundo feliz, Mañana y mañana y mañana, Las puertas de la percepción y La filosofía perenne. Algunos de estos temas e ideas incluyen la superpoblación, la ecología, la modernidad, la democracia, el misticismo, los psicodélicos y su famosa soma (que en La isla se llama moksha, con alusión probable al hinduismo, y es una sustancia similar a la psilocibina).
La cultura de Pala procede de un doctor escocés, llegado a la isla en el siglo XIX, quien la comparte con el rajá de la isla (el cual profesa la tradición budista mahayana), para crear una sociedad que mezcla lo mejor de Oriente y Occidente. El viejo rajá posee un libro filosófico. Es un libro dentro de La isla que explica las bases filosóficas de Pala.
Un elemento central de la cultura de dicha isla es el detenimiento de la industrialización, pensado para poder brindar un tiempo de trabajo así como también de ocio y contemplación. Para los habitantes de la isla, el progreso significa una actitud selectiva frente a la tecnología, la cual Huxley contrasta con la subdesarrollada pobreza de la isla vecina Rendang y con el superdesarrollo del Occidente industrializado. Los palaneses gozan del perfeccionamiento de la ciencia moderna y la tecnología para mejorar la medicina y la nutrición, pero rechazan la industrialización. Por ejemplo, la energía hidroeléctrica está disponible para la refrigeración, para poder guardar alimentos frescos, mejorar la nutrición y protegerse del hambre. Huxley veía a esta modernización selectiva como esencial para su sociedad, incluso si esto significara que no estuvieran preparados para defenderse militarmente de sus vecinos, quienes desean robar sus recursos naturales.
Como intento de reconciliación con la ciencia occidental y el misticismo oriental, La isla puede considerarse una manifestación del movimiento New Age. 
Esta novela ha servido de inspiración para la creación de la Fundación Isla, una corporación sin fines de lucro dedicada a la creación de una cultura psicodélica.[cita requerida]
El nombre Pala puede ser una referencia al idioma pali, el lenguaje de las escrituras del budismo theravāda.

## La islayUn mundo feliz
Existen varios elementos en común entre La isla y Un mundo feliz, usados con diferentes connotaciones en cada una:
| La isla                                                                         | Un mundo feliz                                            |
| ------------------------------------------------------------------------------- | --------------------------------------------------------- |
| Drogas utilizadas para la Iluminación y el autodescubrimiento.                  | Drogas usadas para manejar y controlar las masas.         |
| Niños que viven en grupo para no tener que soportar las neurosis de sus padres. | Niños que viven en grupo para eliminar la individualidad. |
| Estados de trance para incrementar el aprendizaje.                              | Estados de trance para instalar doctrinas.                |
| Reproducción asistida (inseminación artificial de baja tecnología).             | Reproducción asistida (bebés probeta de alta tecnología). |
| Métodos naturales de contracepción, sexo expresivo.                             | Contracepción universal artificial, sexo sin significado. |
| Peligrosa ascensión a un templo, como preparación espiritual.                   | Sucedáneo de pasión violenta.                             |
| Loros entrenados para pronunciar lemas edificantes.                             | Altavoces ubicuos.                                        |

## Edición en castellano
- Huxley, Aldous (2007). La isla. Trad. de Floreal Mazía. Colección Diamante, en cartoné. Barcelona: Edhasa. ISBN 978-84-350-3493-7.